# News UK
News UK, anciennement News International est la branche de publication de journaux au Royaume-Uni de News Corp. Elle est dirigée par James Murdoch.
Elle édite le Sun et le Times.